# Изаксон, Александр Яковлевич
Алекса́ндр Я́ковлевич Изаксо́н (1906, Остроленка, Ломжинская губерния — 1941, Украина) — советский архитектор.

## Биография
А. Я. Изаксон родился в еврейской семье в 1906 году в небольшом местечке Остроленка, входившем тогда в Российскую империю.
После революции 1917 года в России оказался беспризорным, в возрасте 14 лет попал в детский дом возле посёлка Мстёра во Владимирской области. С 1921 года работал секретарём комсомольской организации Гусевского хрустального завода, а затем — вторым секретарём уездного комитета комсомола в Вязниках. После окончания школы-коммуны в Мстёре поступил на рабфак имени Покровского при Московском университете, по окончании которого в 1930 году поступил в Высший архитектурно-строительный институт. На четвёртом и пятом курсах был секретарём партийной организации института, одновременно работая в студенческой организации при ВЦСПС. С середины 1930-х годов работал в мастерской А. Щусева.
С 1936 года был аспирантом Основного отделения Института аспирантуры Академии архитектуры.
Являлся членом Союза архитекторов СССР. В 1940 году А. Я. Изаксон был избран заместителем председателя правления Московского отделения союза.
В июне 1941 года, отказавшись от брони, пошёл добровольцем на фронт. Командовал взводом сапёров, лейтенант; погиб в июле 1941 года. Похоронен в деревне Ковали на Киевском направлении.

### Семья
Был женат на Татьяне Александровне Демидовой, с которой у него было четверо детей: Юрий (1928), Валентина (1931), Татьяна (1939) и Ольга (1941).

## Избранные проекты и постройки
- Жилой комплекс в Саратове
- Планировка и застройка Смоленской площади и набережной реки Москвы в районе Бородинского моста в Москве (совместно с архитектором А. Ростковским),
- Проект реконструкции студенческого городка втузов Наркомтяжпрома[3][5]
- Жилое здание № 3 на Большой Садовой в Москве (совместно с Б. Лупандиным, И. Чекалиным, 1941)[6].